# Проклятый дом (фильм, 2007)
«Проклятый дом» (англ. The Killing Floor) — американский триллер 2007 года.

## Сюжет
Литературный агент переезжает в пентхаус расположенный в Нью-Йорке. Вскоре после переезда он получает фотографии с места преступления, которые возможно имели место в его новом пентхаусе. Далее он получает серию  видеокассет, документирующие каждое его движение в доме. С помощью помощницы Ребекки Фей, Дэвид начинает понимать, кто или что стоит за всем этим.

## В ролях
| Актёр              | Роль          |
| ------------------ | ------------- |
| Марк Блукас        | Дэвид Ламонт  |
| Шири Эпплби        | Ребекка Фэй   |
| Рейко Эйлсворт     | Одри Лавин    |
| Джон Бедфорд Ллойд | Детектив Солл |
| Дерек Сесил        | Гаррет Ранкин |
| Джеффри Карлсон    | Джаред Турбер |
| Джоэль Лефферт     | Гудман        |
| Эндрю Вимс         | Бобби Рид     |
| Эллисон Макэйти    | Кэйти Махони  |
| Джон Бедфорд Ллойд | Марти Солл    |

## Релиз
Мировая премьера Проклятый дом была в 21:30 вечера, 14 апреля 2007 года на кинофестивале в Малибу.